# Ясулович Ігор Миколайович
Ігор Миколайович Ясулович (рос. Игорь Николаевич Ясулович; {24 вересня 1941, с. Рейнефельд, Куйбишевська область, РРФСР, СРСР — 19 серпня 2023) — радянський і російський актор театру і кіно, кінорежисер, театральний педагог. Лауреат Державної премії Росії (2000). Народний артист Російської Федерації (2002). 

## Життєпис
Народився 24 вересня 1941 року у селі Рейнефельд Куйбишевської області. За походженням білорус.
Закінчив акторський (1964) та режисерський (1974, майстерня М. Ромма) факультети ВДІК.
З 1962 року — актор Експериментального театру-студії пантоміми («Ектемім»), у 1964–1994 рр. — Театру-студії кіноактора, у 1994–2023 — Московського ТЮГу.
У кіно з 1961 року, зіграв понад 320 ролей. Знявся у низці кінострічок українських кіностудій («Хто повернеться — долюбить», 1966; «Назад дороги немає», 1970; «По вулицях комод водили», 1979; «Ай лав ю, Петровичу!», 1990; «Невстановлена особа», 1990). Власник унікального впізнаваного голосу, гарного тенорального тембру, багатого на емоційні відтінки. Брав участь у озвучуванні фільмів та мультфільмів. Виступив режисером-постановником кількох фільмів.
Спільно з Олександром Тітелем викладав у своїй майстерні у ГІТІСі, на факультеті акторського мистецтва музичного театру. Також вів свою акторську майстерню у ВДІКу.

## Громадянська позиція
Не раз брав участь у правозахисних, благодійних, опозиційних та антивоєнних акціях і заходах. Виступав за звільнення Василя Алексаняна, Світлани Бахміної, Михайла Ходорковського, Платона Лебедєва, учасниць гурту «Pussy Riot» та інших російських політв'язнів.
Входив до складу громадської комісії, яка проводила незалежне розслідування подій на Болотній площі і дійшла висновку, що сутички було спровоковано представниками правоохоронних органів, а учасники демонстрації мусили оборонятися, коли їх безпричинно затримували й били.
На президентських виборах 2012 року публічно підтримав кандидатуру Михайла Прохорова. Того ж року підписав заяву учасників «Круглого столу 12 грудня», яка констатувала, що Росія переживає глибоку суспільно-політичну кризу: вибори фальсифікуються, розгорнуто прямі політичні репресії, влада вдається до розпалювання конфліктів у суспільстві.
Один з ініціаторів скликання «Конгресу інтелігенції проти війни, самоізоляції Росії, реставрації тоталітаризму».
Підписав (березень 2014) відкритий лист російських діячів культури проти російської військової інтервенції в Україну.

## Фільмографія
- 1961 — В дорозі (короткометражний) — пасажир
- 1961 — Дев'ять днів одного року — вчений-фізик Федоров
- 1961 — Пригоди Кроша — танцюрист в окулярах
- 1963 — Останній хліб — хлопець на танцях
- 1963 — Тепер нехай йде — Кеннет
- 1964 — Пам'ятай, Каспаре! — Якоб
- 1964 — Через цвинтар — Фелікс
- 1965 — Часе, вперед! — Вінкіч
- 1965 — Місто майстрів — лісової стрілок
- 1965 — Перший відвідувач — Григорій Любимов
- 1966 — Айболить-66 — Білий клоун
- 1966 — Хто повернеться — долюбить — другий поет
- 1966 — Не найвдаліший день — Ігор
- 1966 — Ні і так
- 1966 — Останній шахрай — городянин в канотье і червоному жилеті
- 1966 — Гніт (короткометражний)
- 1967 — Арена — сумний клоун
- 1967 — Дядя Коля йде додому (короткометражний) — власник «Москвича»
- 1967 — Майор Вихор — Аппель
- 1967 — Операція «Трест» — Ігор Румянцев
- 1967 — Сьомий супутник — член військового трибуналу
- 1968 — Діамантова рука — Віктор Миколайович
- 1968 — Золоте теля — наївний автолюбитель
- 1968 — …І знову травень! — Ходаковський
- 1968 — Солдат і цариця (короткометражний) — Швець Іван
- 1968 — Щит і меч — «Гога»
- 1969 — Вальс — Володя
- 1969 — Ватерлоо (Італія, СРСР) — офіцер 13-го каре
- 1969 — Сімейне щастя (кіноальманах) — адвокат
- 1969 — Казка про казку (короткометражний) — козлоногих
- 1970 — Біг — гравець
- 1970 — Назад дороги немає (т/ф, 3 с) — Бертолет
- 1970 — Про друзів-товаришів — юродивий
- 1971 — 12 стільців — інженер Щукін
- 1971 — Їхали в трамваї Ільф і Петров — скульптор Вася і скульптор Ганс в німому фільмі
- 1971 — Могила лева — Дмитро
- 1971 — Петербург (фільм-спектакль) — Акакій Акакійович
- 1971 — Людина з іншого боку | Man from the Other Side, The | Mannen från andra sidan (СРСР, Швеція) — Заботін
- 1971—1972 — Руслан і Людмила — Фінн
- 1972 — Без трьох хвилин рівно — Сан Санич
- 1972 — Бій після перемоги — Гюнтер
- 1972 — Петерс | Peterss — змовник
- 1972 — Приваловські мільйони — Максим Лоскутов
- 1973 — За хмарами — небо — Віктор Корецький
- 1973 — За кермом Коробкін (короткометражний)
- 1973 — Щодня лікаря Калиннікової — Чуканов
- 1973 — Парашути на деревах — Хромов
- 1974 — Чудо з кісками — тренер Тані Малишевої
- 1975 — Не може бути!
- 1975 — Там, за горизонтом — Корецький
- 1976 — Легенда про Тіля — сліпий
- 1976 — «Сто грам» для хоробрості... (кіноальманах) — Вадим Петрович Ларічев
- 1977 — Жили-були в першому класі… — Глазов-старший
- 1977 — Фронт за лінією фронту — німець
- 1978 — 31 червня —  Доктор Джарвіс / Магістр Джарві
- 1978 — По вулицях комод водили — господар велосипеда
- 1979 — В одне прекрасне дитинство — фокусник
- 1979 — Життя прекрасне | Life Is Beautiful | Vita è bella, La (СРСР, Італія) — ув'язнений
- 1979 — Жив-був настроювач — злий клоун-мім
- 1979 — Молода господиня Ніскавуорі (фільм-спектакль) — суддя
- 1979 — Той самий Мюнхгаузен — секретар герцога
- 1980 — Ескадрон гусар летючих — француз-кравець
- 1980 — Крах операції «Терор» | Krach operacji Terror — бундівець Якимович
- 1980 — Хто заплатить за удачу — білокозаки
- 1980 — Одного разу двадцять років по тому — Толя Клінков
- 1980 — Випадок на фабриці номер шість (короткометражний)
- 1980 — Крізь терни до зірок — Торкі
- 1981 — Товариш Іннокентій — Радін
- 1981 — Сім щасливих нот — Євген Михайлович
- 1981 — Відпустка за свій рахунок (СРСР, Угорщина) — референт Орлова
- 1981 — Дядечків сон (фільм-спектакль) — Миршавців Павло Олександрович
- 1981 — Брелок з секретом — керівник ансамблю
- 1981 — Золоті рибки / Молодість, випуск 5-й (кіноальманах) — холостяк, Олександр Грубін
- 1982 — Несподівано-негадано — Лже-Краснопьоров
- 1982 — Передчуття любові — Давидюк
- 1982 — Пригоди графа Невзорова — граф Шамбор
- 1982 — За законами воєнного часу — Аполлінарій Володимирович Ставровский
- 1982 — Залишити слід — Миша, «Менеес»
- 1982 — Не хочу бути дорослим — режисер телебачення
- 1982 — Кафедра — Лев Михайлович Маркін
- 1982 — Ассоль — чарівник
- 1983 — Людина з країни Грін — Людина на дорозі
- 1983 — Молоді люди — офіціант
- 1983 — Мері Поппінс, до побачення! — сторож
- 1983 — До своїх!.. — Бичок
- 1983 — Комічний коханець, або Любовні витівки сера Джона Фальстафа — фокусник Алекс
- 1983 — Вітя Глушаков — друг апачів — Петро Сергійович Глушаков
- 1984 — Жарти у бік — Сергійович
- 1984 — Шанс — Олександр Євдокимович Грубін
- 1984 — Зудов, ви звільнені! — кіномеханік Микита Зудов
- 1984 — Загадка Кальмана | Az élet muzsikája — Kálmán Imre (СРСР, Угорщина)
- 1984 — Будинок на дюнах — пастор
- 1984 — Гостя з майбутнього — Електрон Іванович / Щур в його образі / козел Наполеон (голос)
- 1984 — Вісім днів надії — Горленко
- 1985 — Танці на даху — батько Віктора
- 1985 — Найчарівніша і найпривабливіша — фарцовщик
- 1985 — Як стати щасливим — чоловік, що виступає на відкритті пам'ятника
- 1985 — Жив відважний капітан — Володимир Макаревич
- 1985 — Місто наречених — Вітя
- 1987 — Сильніше за всіх інших велінь — маркіз Сен-Поль
- 1987 — Міо, мій Міо | Mio min Mio (Норвегія, СРСР, Швеція) — Ено
- 1987 — Спритники — Сергій Петрович Лебедєв
- 1987 — Лілова куля — Кащей
- 1987 — Гардемарини, вперед! — Корн
- 1987 — Друг — Андрійович
- 1988 — Рокова помилка — батько подруги Наді
- 1988 — Артистка з Грибова — Мартиненко, режисер провінційного театру
- 1989 — Кримінальний квартет — Шакалів
- 1990 — Сестрички Ліберті — психоаналітик
- 1990 — ...на прізвисько «Звір» — Данілін
- 1990 — Підземелля відьом — Конрад
- 1990 — Невстановлена особа — завідувач відділом редакції
- 1990 — Ай лав ю, Петровичу! (т/ф) — Петрович
- 1991 — Казка про купецьку дочку і таємничу квітку — грек і татарин
- 1991 — Злочин лорда Артура — жебрак на мосту / гість на весіллі
- 1991 — І повертається вітер… — укладений
- 1992 — Чорний квадрат — Віктор Ракітін
- 1992 — Пригоди Чичикова (фільм-спектакль) — Чичиков
- 1992 — Балада для Байрона (Росія, Греція) — Маєр
- 1993 — Російська співачка | Russian Singer, The | Russiske sangerinde, Den — Петро Демічев
- 1993 — Про бізнесмена Фому — Абакумов-Зарайський
- 1993 — Осінні спокуси — Сергій
- 1994 — Графиня Шереметєва — доктор Лакман
- 1994—1998 — Петербурзькі таємниці — Юзич
- 1995 — Трибунал — секретар
- 1996 — Попадальщік
- 1996 — Маркіз де Сад | Marques de Sade — Батько Павло
- 1996 — Королі російського розшуку
- 1996 — Королева Марго — Лягель
- 1996 — Кафе «Полуничка»
- 1996 — Каїнова печатка (фільм-спектакль)
- 1996 — Чарівне крісло (короткометражний)
- 1997 — Маленька принцеса — містер Керрісфорд
- 1998 — Чи не послати нам… гінця? — «режисер», пацієнт психіатричної клініки
- 1999 — Д. Д. Д. Досьє детектива Дубровського — бухгалтер
- 2000—2001 — Ростов-тато — Кторов
- 2000—2001 — Далекобійники — П'єр
- 2001 — Російський водевіль. Блідолиций брехун — Філіп Тимофійович Іванов
- 2001 — Годинник без стрілок
- 2001 — Соломія — князь Туруцкій
- 2002 — Таємниця Лебединого озера — Володимир Євгенович
- 2002 — Дідок з нігтик (короткометражний)
- 2002 — Марш Турецького (3-й сезон) — кардіолог
- 2002 — Каменська-2 — Борис Готовчиц
- 2002 — Навіть не думай — професор Тараканов
- 2003 — Спас під березами — ксьондзм
- 2003 — Сибірячка — Ернест Ернестович
- 2003 — На розі біля Патріарших-3 — Клим
- 2003 — Москва. Центральний округ
- 2003 — Завжди говори «завжди» — Григорій Матвійович
- 2003 — Бульварна палітурка
- 2003 — Біле золото — Вася
- 2003 — Амапола — старий професор
- 2004 — Чотири таксисти і собака — єгер Ваня
- 2004 — Рік Коня: Сузір'я Скорпіона
- 2004 — Барабашка
- 2005 — Забійна сила-6 — Жданович
- 2005 — Сищики-4 — очкарик
- 2005 — Щастя ти моє — кравець Рабіне
- 2005 — Статський радник — Аронзон
- 2005 — Російський бізнес XXI століття
- 2005 — Дев'ять невідомих — Костянтин Кирилович
- 2005 — Горинич і Вікторія — Василь Максимович
- 2005 — Брежнєв — Михайло Андрійович Суслов
- 2005 — Ад'ютанти любові — граф Фон Дер Пален
- 2006 — Чотири таксисти і собака-2 — єгер Іван
- 2006 — Людина-Вітер — Людина-Вітер
- 2006 — Форсаж да Вінчі — посланник тамплієрів
- 2006 — Формула зеро — Георгій Шалвович Шерман
- 2006 — Пороки та їхні прихильники (Росія, Україна) — Гаврило Романович
- 2006 — Печорін. Герой нашого часу — стара
- 2007 — Троє зверху — 2 — Лев
- 2007 — Рекорд (фільм-спектакль)
- 2007 — Полонез Кречинського — лихвар Бек
- 2007 — На шляху до серця — Григорій
- 2007 — Зірка Імперії — Фелікс Кшесинський
- 2007 — Джоконда на асфальті — «господар»
- 2008 — Чотири століття любові — Ігор Леонідович
- 2008 — Хліб тієї зими
- 2008 — Фотограф — Воїнів
- 2008 — Сад — Фірс
- 2008 — Пробка
- 2008 — Монтекрісто (телесеріал) — Отто
- 2008 — І все-таки я люблю… — Ісаак Якович
- 2008 — Єрмолови — Петро Іванович Сидоров
- 2008 — Вийти заміж за генерала — Леонід Аркадійович
- 2008 — Ванька Грозний — Митрич
- 2009 — Найкраща бабуся — Анатолій Сергійович
- 2009 — Куля-дура — 2 — Ігор Волохов
- 2009 — Московський дворик — Кречетов Інокентій Кирилович
- 2009 — Коли ми були щасливі — Розенберг
- 2009 — Місто Зеро 2 (фільм не було завершено)
- 2009 — Глухар. Приходь, Новий рік! — Бомж Ніс
- 2010 — Вузол (короткометражний) — людина з портфелем
- 2010 — Прогулянка по Парижу | Promenade à Paris (Росія, Франція) — Іван Сергійович
- 2010 — Енігма — професор Суріс
- 2011 — Пандора — Леонід Казимирович Єйський («Веліа'л»)
- 2011 — Мисливці за діамантами — Анатолій Семенович Литвак
- 2011 — Коробки (короткометражний) — Майк
- 2011 — Блакитна кістка (короткометражний)
- 2012 — Три товариші — Станіслав Вікентійович
- 2012 — Твій світ — Карл Пилипович
- 2012 — Одеса-мама (Україна) — Мартин
- 2012 — Зворотний бік Місяця — Ігор Гурвіц
- 2012 — Красуня — менеджер
- 2012 — Бідні родичі — Устин Никифорович Демидко
- 2013 — До смерті красива — Роберт Вікторович Дафт

### Режисер-постановник
- 1974 — Перше та друге
- 1976 — Зник і знайшовся
- 1978 — Здрастуй, річко (у співавт.)

### Озвучування
- 1959 — Спляча красуня | Sleeping Beauty (США, анімаційний)
- 1964 — Бенкет хижаків | Champagne for Savages | Repas des fauves, Le (Іспанія, Італія, Франція)
- 1964 — Вінету — син Інчу-Чуна (II). Трубка миру | Last of the Renegades | Winnetou — 2. Teil (ФРН, Югославія, Італія, Франція) :: поет Ганстік (роль Мірко Бома)
- 1965 — Місто майстрів :: Караколь (роль Георгія Лапето)
- 1967 — Фокусник :: Саша / бородань в окулярах на зустрічі студенти в гуртожитку
- 1967 — Скоро прийде весна :: Гио (роль Нугзара Мачаваріані)
- 1968 — Жінки і берсальєри | Donne … botte e bersaglieri (Італія)
- 1968—1969 — Битва за Рим | Fight for Rome, The | Kampf um Rom I, II (Румунія, Західний Берлін, Італія) :: Нарсес роль Майкла Данна
- 1969 — Заморожений | Hibernatus (Франція, Італія)
- 1969 — У цьому південному місті ‎ | Bir cənub şəhərində :: Бабаш роль Садихов Гусейнова
- 1970 — Вкрали Старого Тоомаса | Varastati Vana Toomas :: юнак
- 1970 — Михайло Хоробрий | Mihai Viteazul (Італія, Румунія, Франція)
- 1970 — Легенда в'язниці Павіак :: Мансур роль Ісфандіера Гулямова
- 1970 — Заблукалі | Valge laev :: Ольов (роль Аго Роо)
- 1971 — Перед світанком
- 1972 — Айрік :: Карапет (роль Сергія Чрчяна)
- 1974 — Загадкова планета (анімаційний) :: Галактіон
- 1974 — Чарівник Смарагдового міста (мультфільм)
- 1975 — Концерт для двох скрипок :: Гриша (роль Володимира Валуцького)
- 1975 — Варіант «Омега» :: Вальтер
- 1978 — Театр | Teātris :: лорд Чарльз Таммерлі роль Валентинас Скулме
- 1978 — Ще п'ять днів :: Атаян роль Ерванда Манаряна
- 1978 — Д'Артаньян і три мушкетери :: Араміс (роль Ігоря Старигіна)
- 1978 — Особливих прикмет немає
- 1978 — Владика долі | Muqaddar Ka Sikandar (Індія) роль Рама П. Сетхі)
- 1979 — Маленькі трагедії :: Мефістофель / герцог Тільки в «Сцені з Фауста». В «Кам'яному господарі» (один з товаришів по чарці Лаури) і в «Бенкеті під час чуми» говорить сам.
- 1980 — Хитра ворона (анімаційний)
- 1980 — Укол парасолькою | Umbrella Coup | Coup du parapluie, Le (Франція)
- 1980 — Скупий | Miser, The | Avare, L '(Франція)
- 1980 — По сірники | Borrowing Matchsticks | Tulitikkuja lainaamassa (СРСР, Фінляндія) :: Пекка Туртіайнен роль Пеккі Аутіовуорі
- 1981 — Капелюх :: звукооператор-музикант
- 1981 — Три дні спекотного літа :: Рамаз роль Ерлом Ахвледіані
- 1981 — Професіонал |The Professional | Professionnel, Le (Франція) :: Пікар (роль Гі Мересс)
- 1981 — Лис і Пес |The Fox and the Hound (США, анімаційний)
- 1981 — Дорожня пригода :: Паша роль Кяміл Магеррамова
- 1982 — Маленький рижик (анімаційний)
- 1982 — Бюро знахідок (анімаційний) Фільм 4-ий
- 1982 — Знахар | Quack, The | Znachor (Польща) :: Павлицький (роль Анджея Копічіньского)
- 1983 — Сад з привидом :: електрик роль Петеріса Лиепиньш
- 1983 — Запалений ліхтар :: Вано Ходжабеков роль Володимира Кочаряна
- 1983 — Зараз поза закону | Le Marginal (Франція)
- 1984 — Хочу місяць
- 1984 — Фаворити Місяця | Favourites of the Moon | Favoris de la Lune, Les (Італія, СРСР, Франція)
- 1984 — Саффі | Szaffi (Угорщина, Канада, ФРН, анімаційний)
- 1984 — Перемога | Sieg, Der (СРСР, НДР) :: Вільям Аверелл Гарриман роль Вальдаса Ятаутіса
- 1986 — Школа помічників (анімаційний) :: Лялька-директор
- 1986 — Чичерін :: Воровський (роль Олександра Граве)
- 1986 — Сім криків в океані :: старий (роль Е. Геллера)
- 1986 — Кін-дза-дза! :: Босий Мандрівник / ецілопп «в штатському» (роль Анатолія Серенко / роль Геннадія Яловичі)
- 1986 — Детективи Агати Крісті: Загадка мерця (США)
- 1986 — Втікачі | Fugitifs, Les (Франція) :: Франсуа Піньон (П'єр Рішар)
- 1987 — Інше життя :: Гасанов (роль Гаджи Ісмайлова)
- 1988 — Олівер і компанія | Oliver & Company | Oliver and the Dodger (США, анімаційний) :: Фейджин
- 1989 — Притча про артиста (анімаційний) 1989 Відсторонені (кіноальманах) :: Нестор
- 1989 — Не залишай… :: катеринщик з папугою
- 1989 — Вхід до лабіринту  :: Кальвін (роль Мати Клоорена)
- 1990 — Рятувальники в Австралії | Rescuers Down Under, The (США, анімаційний) :: доктор
- 1990 — Воно | It (США, Канада) 1990 Містер Доля | Mr. Destiny (США)
- 1990 — Суничний дощик (анімаційний) 1989 Казка про старому відлуння (анімаційний)
- 1992 — Танцюючі примари :: викладач в хореографічному училищі
- 1992 — Мушкетери двадцять років потому :: Араміс (роль Ігоря Старигіна)
- 1993 — Троцький :: Генріх Ягода роль Георгія Склянський
- 1993 — Таємниця королеви Анни, або Мушкетери тридцять років потому :: Араміс роль Ігоря Старигіна
- 1993 — Список Шиндлера | Schindler's List (США)
- 1993 — Останній кіногерой | Last Action Hero (США)
- 1995 — Я — російський солдат :: скрипаль Рувіль / заручник Юде, роль А.Арнтгольца /
- 1995 — На розі біля Патріарших :: Стасик роль Валерія Носика 1994 Богатенький Річі | Richie Rich (США)
- 1997 — П'ятий елемент | Fifth Element, The (Франція)
- 1998 — Підйом з глибини | Deep Rising | Tentacle (США) :: Капітан Атертон (Деррік О'Коннор)
- 1998 — Вам лист | You've Got Mail (США)
- 2001 — Мажестик | Majestic, The (США)
- 2004 — Шрек 2 | Shrek 2 (США, анімаційний)
- 2004—2012 — Гора самоцвітів (анімаційний)
- 2007 — Шрек Третій | Shrek the Third (США, анімаційний)
- 2007 — Хеллоуїн | Halloween | Hall9ween (США)
- 2007 — Стрілець | Shooter (США, Канада)
- 2007 — Роллі та Ельф: неймовірні пригоди (анімаційний)
- 2009 — Повернення мушкетерів :: Араміс роль Ігоря Старигіна
- 2011 — Забутий